# Lübecker Nachrichten
El Lübecker Nachrichten (LN; en alemán:  Noticias de Lübeck) es un periódico regional de Alemania, cubriendo las noticias de Schleswig-Holstein y el oeste de Mecklemburgo-Pomerania Occidental. Es, junto con el Schleswig-Holsteinischer Zeitungsverlag y el Kieler Nachrichten, uno de los principales diarios en Schleswig-Holstein.
LN aparece todos los días, excepto los lunes y los días después de las vacaciones. Se formó en 1946 a partir del Lübecker General-Anzeiger fundado en 1832 (Gaceta General de Lübeck), un título que todavía se utiliza para sus suplementos locales en Lübeck.
El artículo es publicado por Lübecker Nachrichten GmbH, con sede en el distrito de Buntekuh en Lübeck y el 49% está en propiedad de Axel Springer SE. 
El editor jefe es Manfred von Thien.